# نويل بيكار
نويل بيكار هو لاعب هوكي الجليد كندي، ولد في 25 ديسمبر 1938 في مونتريال في كندا، وتوفي بنفس المكان في 6 سبتمبر 2017.

## وصلات خارجية
- نويل بيكار على موقع دوري الهوكي الوطني (الإنجليزية)
- نويل بيكار على موقع EliteProspects.com (الإنجليزية)
- نويل بيكار على موقع HockeyDB.com (الإنجليزية)
- نويل بيكار على موقع Hockey-Reference.com (الإنجليزية)